# た行
た行（たぎょう）とは、日本語の五十音図の4番目の行で、仮名「た」「ち」「つ」「て」「と」が含まれる（促音を表す小書きの「っ」を除く）。どの仮名も子音と母音からなる音節またはモーラを表す。

## 清音
た行の頭子音の音素は /t/ である。音声学的には「た」「て」「と」の頭子音が無声歯茎破裂音[t]、「ち」では無声歯茎硬口蓋破擦音[tɕ]、「つ」では無声歯茎破擦音[ts]となる。た行のローマ字表記は日本式では ta ti tu te to であり、ヘボン式では ta chi tsu te to である。

## 濁音
た行の仮名に濁点つけて表す濁音は、だ行の「だ」「ぢ」「づ」「で」「ど」であり、その頭子音の音素は/d/である。だ行各音の頭子音のうち、「だ」「で」「ど」は、文節の頭または撥音（「ん」）の後では有声歯茎破裂音[d]、それ以外では有声歯摩擦音[ð]またはそれに近い音（閉鎖密着度の弱い有声歯茎破裂音）に、「ぢ」は文節の頭または撥音（「ん」）の後では有声後部歯茎破擦音[dʒ]（「ち」の子音を有声化した音）、それ以外では有声後部歯茎摩擦音[ʒ]（「し」の子音を有声化した音）またはそれに近い音（閉鎖密着度の弱い有声後部歯茎破擦音）に、「づ」は文節の頭または撥音（「ん」）の後では有声歯茎破擦音[dz]（「つ」の子音を有声化した音）、それ以外では有声歯茎摩擦音[z]（「す」の子音を有声化した音）またはそれに近い音（閉鎖密着度の弱い有声歯茎破擦音）に発音される。だ行のローマ字表記は日本式では da zi zu de do であり、ヘボン式では da ji zu de do である。
「ぢ」と「じ」、「づ」と「ず」の発音は、それぞれ音声学上同一であるので、現代仮名遣いでは、これらの音をそれぞれ同一音として扱い、一部の例外を除き、「ぢ」「づ」を使用せず、「じ」「ず」に統一して表記する。同様に、ぢゃ行の発音はじゃ行と同一であるので、現代仮名遣いでは、一部の例外を除き、じゃ行に統一して表記する。（さ行の記事参照）但し、他でもない「ぢ」と「づ」の表記が不採用になった原因（「じ」と「ず」の表記が不採用にならなかった原因）は、明らかではない。

## 拗音
「ち」を第1字とする拗音（開拗音）ちゃ行は、「ちゃ」「ちゅ」「ちぇ」「ちょ」で、その頭子音の音素は/ty/や/tj/・/ch/で表される（「ちぇ」は拗音としない意見もある）。ちゃ行の頭子音の発音は「ち」の頭子音と同一である。ちゃ行のローマ字表記は日本式では tya tyu tye tyo、ヘボン式では cha chu che cho である。
「ぢ」を第1字とする拗音（開拗音）ぢゃ行は、「ぢゃ」「ぢゅ」「ぢょ」である。ぢゃ行の頭子音の発音は「ぢ」の頭子音と同一である。ぢゃ行のローマ字表記はじゃ行と同じで、日本式では zya zyu zyo、ヘボン式では ja ju jo である。

## 外来語の表記
「チェ」は外来語の原音が[ʧe]であるようなものを表記するに使われる。「ち」の頭子音と母音「え」を組み合わせた音で発音される。チェーン・チェック・チェンジなど。
「ツ」を第1字として小さいア行・ヤ行の仮名をつけたツァ行・ツャ行、「ツァ」「ツィ」「ツェ」「ツォ」「ツャ」「ツュ」「ツョ」は外来音の表記に使用され、その頭子音の音素は/ts/である。ツューリヒ（チューリッヒ）など。ツァ行の頭子音の発音は「つ」の頭子音と同一である。ツァ行には標準のローマ字表記はないが、一般に tsa tsi tse tso と表記される。なお「ツィ」に関しては「外来語の表記」第2表（原音や原つづりになるべく近づけて書き表そうとする仮名）に挙げられており、日本語における発音は「ち」と同じである。
「ヅ」を第1字として小さいア行の仮名をつけた「ヅァ」「ヅィ」「ヅェ」「ヅォ」は標準には存在しない。何か特殊な効果を目的とする場合に使われることがあるかもしれないが、その場合は[ざ」「ずぃ」「ぜ」「ぞ」とほぼ同じ発音になると思われる。
「ティ」「ディ」は外来語の原音が[ti]・[di]であるものを表記するために使われる。「た」「て」「と」の頭子音[t]と母音「い」を組み合わせた音である。ティッシュ・アイデンティティ・メロディ・キャンディなど。しかし、慣用的に「チ」「ジ」あるいは「テ」「デ」と発音表記するものもある。スティーム（スチーム）・ラディオ（ラジオ）・スティック（ステッキ）・ディザイン（デザイン）など。
「トゥ」「ドゥ」は『外来語の表記』第2表に挙げられており、原音が[tu]・[du]であるものを表記するために使われる。日本語では「た」「て」「と」の頭子音[t]・[d]と母音「う」を組み合わせた音で発音される。タトゥー・ブルートゥース・ウルドゥー語など。しかし、一般的には「ツ」「ヅ」あるいは「ト」「ド」で発音・表記されることも多い。トゥー（ツー）・トゥアー（ツアー）・ヒンドゥー教（ヒンズー教）・ハチャトゥリアン（ハチャトリアン）など。
「テュ」は『外来語の表記』第2表に挙げられており、原音が[tʲu]であるものを表記するために使われる仮名である。日本語では「た」「て」「と」の頭子音[t]を口蓋化した[tʲ]と母音「う」を組み合わせた音で発音される。しかし、慣用的に「チュ」と発音表記する場合が多い。テューブ（チューブ）・コステューム（コスチューム）・ステュワーデス（スチュワーデス）・ステュー（シチュー）など。
「デュ」は外来語の原音が[dʲu]であるものを表記するために使われる。日本語では「だ」「で」「ど」の頭子音[d]を口蓋化した[dʲ]と母音「う」を組み合わせた音で発音される。また慣用的に「ジュ」と発音表記されるものもある。デュエット・デュアル・デュース（ジュース）・デュラルミン（ジュラルミン）など。

## 音声学的分類
|    | /a/        | /i/        | /u/        | /e/        | /o/        |
| -- | ---------- | ---------- | ---------- | ---------- | ---------- |
| t  | タ /ta/    | ティ /ti/  | トゥ /tu/  | テ /te/    | ト /to/    |
| t͡ɕ | チャ /t͡ɕa/ | チ /t͡ɕi/   | チュ /t͡ɕu/ | チェ /t͡ɕe/ | チョ /t͡ɕo/ |
| t͡s | ツァ /t͡sa/ | ツィ /t͡si/ | ツ /t͡su/   | ツェ /t͡se/ | ツォ /t͡so/ |
| tʲ | テャ /tʲa/ | /tʲi/      | テュ /tʲu/ | /tʲe/      | テョ /tʲo/ |
| d  | ダ /da/    | ディ /di/  | ドゥ /du/  | デ /de/    | ド /do/    |
| d͡z | ヂャ /d͡ʑa/ | ヂ /d͡ʑi/   | ヂュ /d͡ʑu/ | ヂェ /d͡ʑe/ | ヂョ /d͡ʑo/ |
| dʲ | デャ /dʲa/ | /dʲi/      | デュ /dʲu/ | /dʲe/      | デョ /dʲo/ |

濁音（有声音）の子音は、文頭・撥音の後の場合は破裂音、それ以外では摩擦音（括弧内）となる。また「ヂ」の子音は[d͡ʒ]（[ʒ]）で記述される場合もある。